# Tubulariidae

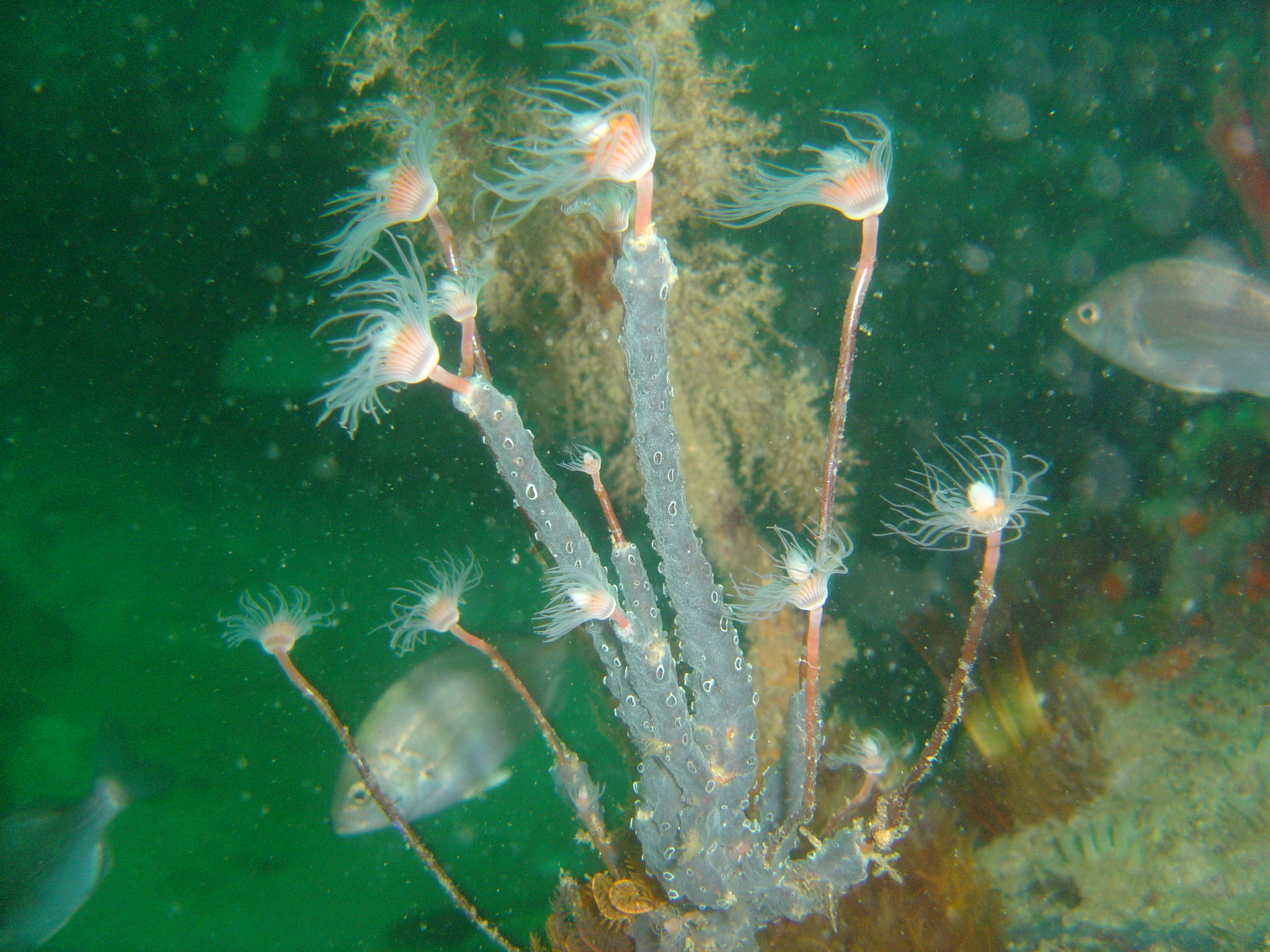
Ectopleura crocea

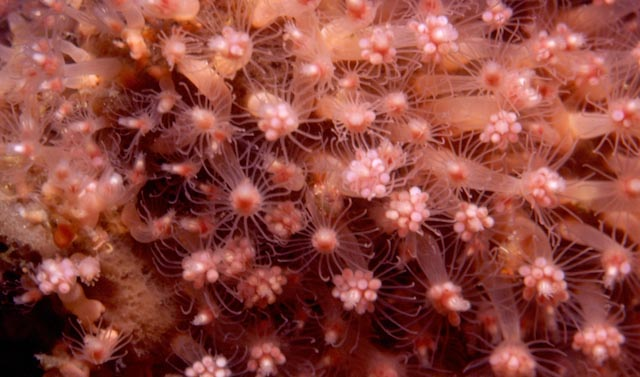
Zyzzyzus warreni

Die Tubulariidae sind eine ausschließlich im Meer lebende Familie der Hydrozoen (Hydrozoa) aus dem Stamm der Nesseltiere (Cnidaria). Es handelt sich um eine kleine Familie mit derzeit rund 70 Arten in sieben Gattungen.

## Merkmale
Die Hydroidpolypen sind solitär oder koloniebildend. Der Hydrocaulus ist unterteilt in die distale Nackenregion, die von einem dünnen Perisarc bedeckt ist, und den proximalen Stamm. Dieser kann entweder kurz und dick sein kann mit knollen-ähnlichen, aboralen Fortsätzen, oder auch lang und zylindrisch, oder konusförmig mit einer Basalscheibe, oder mit Stolonen versehen, die von einem dickeren Perisarc bedeckt sind. Das Perisarc der Nackenregion wird in einer Grube auf dem Hydranth ausgeschieden. Der Hydranth ist breit vasenförmig mit zwei Sets von Tentakel. Die oralen Tentakel sind fadenförmig bis pseudofadenförmig und in einem oder auch mehreren Kränzen angeordnet. Sie können capitat oder perlschnurförmig sein, besonders bei juvenilen Exemplaren treten Übergänge auf. Die aboralen, fadenförmig oder pseudofadenförmigen Tentakel sind in einem einzigen Kranz angeordnet und sitzen auf einem mehr oder weniger deutlich entwickelten Kissen aus gastrodermalem Gewebe. Die Gonophoren entwickeln sich oberhalb der aboralen Tentakel. Es werden freie Medusen oder auch fixierte Sporensäcke gebildet. Die Embryonalentwicklung verläuft über eine Actinula-Larve, nicht über eine Planula-Larve. 
Die Meduse kann exumbrellare Nesselzellenbahnen aufweisen; diese können aber auch fehlen. Der Schirmrand verläuft gerade, oder ist schräg. Der Mund ist gewöhnlich rundlich. Es sind vier Radialkanäle vorhanden. Die Gonaden bedecken das Manubrium vollständig. Es sind ein bis vier randliche Tentakel entwickelt. Asexuelle Medusenbildung aus randlichen Knospen kann vorkommen. Ocelli fehlen.

## Geographisches Vorkommen
Die Familie ist weltweit verbreitet.

## Systematik
Die Familie Tubulariidae wurde bereits von Georg August Goldfuß 1820 in seinem Werk "Handbuch der Zoologie" aufgestellt, nicht wie in der World Hydrozoa Datase angegeben von John Fleming im Jahre 1828 (als Tubulariadae). Sie beinhaltet derzeit sieben Gattungen:
- Familie Tubulariidae 
  - Bouillonia Petersen, 1990
  - Ectopleura L. Agassiz, 1862
  - Hybocodon L. Agassiz, 1860
  - Lobataria Watson, 2008
  - Ralpharia Watson, 1980
  - Tubularia Linnaeus, 1758
  - Zyzzyzus Stechow, 1921

### Online
- Hydrozoa Directory - Tubulariidae